# Kelbrook
Kelbrook is een plaats en civil parish in het bestuurlijke gebied Pendle, in het Engelse graafschap Lancashire met 1.026 inwoners.